# Lijst van voetbalinterlands Saint Kitts en Nevis - Saint Lucia
Deze lijst van voetbalinterlands is een overzicht van alle officiële voetbalwedstrijden tussen de nationale teams van Saint Kitts en Nevis en Saint Lucia. De landen speelden tot op heden dertien keer tegen elkaar. De eerste ontmoeting, een kwalificatiewedstrijd voor het Wereldkampioenschap voetbal 1998, werd gespeeld op 5 mei 1996 in Basseterre. Het laatste duel, een groepswedstrijd voor de CONCACAF Nations League 2023/24, vond plaats in Basseterre op 16 november 2023.

## Wedstrijden
| №  | Plaats         | Datum             | Competitie                          | Wedstrijd                    | Uitslag |
| -- | -------------- | ----------------- | ----------------------------------- | ---------------------------- | ------- |
| 1  | Basseterre     | 5 mei 1996        | WK 1998 kwalificatie                | St. Kitts-Nev. – Saint Lucia | 5 – 1   |
| 2  | Castries       | 19 mei 1996       | WK 1998 kwalificatie                | Saint Lucia – St. Kitts-Nev. | 0 – 1   |
| 3  | Castries       | 3 maart 1998      | Vriendschappelijk                   | Saint Lucia − St. Kitts-Nev. | 2 − 0   |
| 4  | Fort-de-France | 20 april 1999     | Caribbean Cup 1999 kwalificatie     | St. Kitts-Nev. − Saint Lucia | 4 − 3   |
| 5  | Basseterre     | 2 februari 2000   | Vriendschappelijk                   | St. Kitts-Nev. − Saint Lucia | 0 − 1   |
| 6  | Basseterre     | 19 februari 2001  | Vriendschappelijk                   | St. Kitts-Nev. − Saint Lucia | 2 − 0   |
| 7  | Macoya         | 12 november 2002  | CONCACAF Gold Cup 2003 kwalificatie | Saint Lucia − St. Kitts-Nev. | 1 − 2   |
| 8  | Basseterre     | 2 november 2004   | Caribbean Cup 2005 kwalificatie     | St. Kitts-Nev. − Saint Lucia | 1 − 1   |
| 9  | Gros Islet     | 6 september 2011  | WK 2014 kwalificatie                | Saint Lucia − St. Kitts-Nev. | 2 − 4   |
| 10 | Basseterre     | 11 oktober 2011   | WK 2014 kwalificatie                | St. Kitts-Nev. − Saint Lucia | 1 − 1   |
| 11 | Basseterre     | 3 september 2014  | Caribbean Cup 2014 kwalificatie     | St. Kitts-Nev. − Saint Lucia | 0 − 0   |
| 12 | Gros Islet     | 10 september 2023 | CONCACAF Nations League 2023/24     | Saint Lucia − St. Kitts-Nev. | 2 − 0   |
| 13 | Basseterre     | 16 november 2023  | CONCACAF Nations League 2023/24     | St. Kitts-Nev. − Saint Lucia | 0 − 0   |

## Samenvatting
| Competitie                     | Totaal gespeeld | Winst St. Kitts-Nev. | Gelijk | Winst Saint Lucia | Doelsaldo St. Kitts-Nev. – Saint Lucia |
| ------------------------------ | --------------- | -------------------- | ------ | ----------------- | -------------------------------------- |
| WK-kwalificatie                | 4               | 3                    | 1      | 0                 | 11 − 4                                 |
| CONCACAF Gold Cup-kwalificatie | 1               | 1                    | 0      | 0                 | 2 − 1                                  |
| CONCACAF Nations League        | 2               | 0                    | 1      | 1                 | 0 − 2                                  |
| Caribbean Cup-kwalificatie     | 3               | 1                    | 2      | 0                 | 5 − 4                                  |
| Vriendschappelijk              | 3               | 1                    | 0      | 2                 | 2 − 3                                  |
| Totaal                         | 13              | 6                    | 4      | 3                 | 20 − 14                                |

SKNFA · A-internationals · Vrouwenelftal van Saint Kitts en Nevis
1979 – 1989 · 
1990 – 1999 · 
2000 – 2009 · 
2010 – 2019 ·
2020 − 2029
Amerikaanse Maagdeneilanden ·
Andorra ·
Anguilla ·
Antigua en Barbuda ·
Armenië ·
Aruba ·
Bahama's ·
Barbados ·
Belize ·
Bermuda ·
Britse Maagdeneilanden ·
Canada ·
Costa Rica ·
Cuba ·
Curaçao ·
Dominica ·
Dominicaanse Republiek ·
El Salvador ·
Estland ·
Georgië ·
Grenada ·
Guyana ·
Haïti ·
India ·
Jamaica ·
Kaaimaneilanden ·
Mauritius ·
Mexico ·
Montserrat ·
Nicaragua ·
Noord-Ierland ·
Puerto Rico ·
Saint Lucia ·
Saint Vincent en de Grenadines ·
San Marino ·
Suriname ·
Taiwan ·
Trinidad en Tobago ·
Turks- en Caicoseilanden ·
Verenigde Staten
SLFA · Saint Luciaans vrouwenelftal
Amerikaanse Maagdeneilanden ·
Anguilla ·
Antigua en Barbuda ·
Aruba ·
Barbados ·
Bermuda ·
Britse Maagdeneilanden ·
Canada ·
Cuba ·
Curaçao ·
Dominica ·
Dominicaanse Republiek ·
El Salvador ·
Grenada ·
Guatemala ·
Guyana ·
Haïti ·
Jamaica ·
Kaaimaneilanden ·
Montserrat ·
Nederlandse Antillen ·
Panama ·
Puerto Rico ·
Saint Kitts en Nevis ·
Saint Vincent en de Grenadines ·
San Marino ·
Suriname ·
Trinidad en Tobago ·
Turks- en Caicoseilanden